# آندره فرانسوا (بازیکن فوتبال)

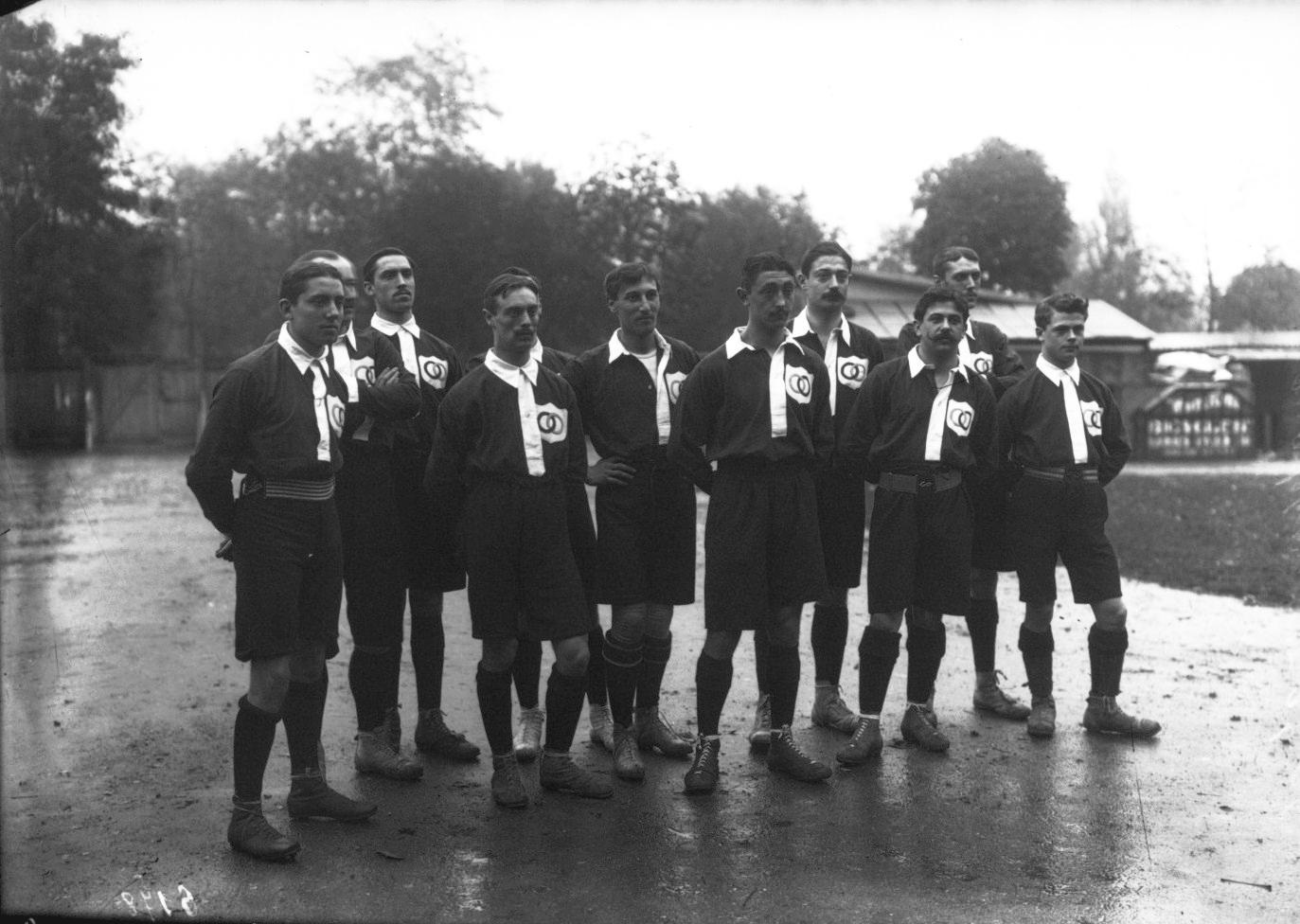
تیم فوتبال فرانسه در سال ۱۹۰۶

آندره فرانسوا (فرانسوی: André François‎; ۱۳ ژانویهٔ ۱۸۸۶ – ۱۷ مارس ۱۹۱۵) بازیکن فوتبال اهل فرانسه بود.
وی همچنین در تیم ملی فوتبال فرانسه بازی کرده‌است.